# Caserío Txillarre
Txillarre es un caserío ubicado en el municipio de Elgóibar en la provincia de Guipúzcoa, País Vasco (España). Es conocido por los encuentros de los políticos Jesús Eguiguren y Arnaldo Otegi para un cese de la violencia de la organización terrorista Euskadi Ta Askatasuna (ETA) en el País Vasco.

## Historia
El caserío se encuentra en el valle de Sallobente en el área rural de Elgóibar de la provincia de Guipúzcoa y es propiedad de Peio Rubio, un antiguo militante de LKI.
Allí fue donde se celebraron reuniones secretas destinadas a llegar a un acuerdo de paz con ETA. En el año 2000, el exconsejero de Justicia del Gobierno Vasco Francisco Egea, también de Elgóibar, comenzó a reunirse con el líder de Batasuna Arnaldo Otegi, con el fin de iniciar un proceso de paz con ETA, y poco después también se sumó el entonces presidente del Partido Socialista de Euskadi (PSE-EE) Jesús Eguiguren, quien consolidó los diálogos del proceso de paz en el caserío. La última reunión tuvo lugar en 2006.